# Bossancourt
 Bossancourt  es una población y comuna francesa, en la región de Champaña-Ardenas, departamento de Aube, en el distrito de Bar-sur-Aube y cantón de Vendeuvre-sur-Barse.

## Demografía
| 174 | 159 | 154 | 143 | 236 | 236 |
| Para los censos de 1962 a 1999 la población legal corresponde a la población sin duplicidades (Fuente: INSEE [Consultar]) |     |     |     |     |     |